# Chāh Ḩājjī
Chāh Ḩājjī (persiska: چاه حاجی) är en ort i Iran.   Den ligger i provinsen Kerman, i den sydöstra delen av landet, 1 000 km sydost om huvudstaden Teheran. Chāh Ḩājjī ligger 535 meter över havet och antalet invånare är 667.
Terrängen runt Chāh Ḩājjī är kuperad åt nordost, men åt sydväst är den platt.Runt Chāh Ḩājjī är det glesbefolkat, med 8 invånare per kvadratkilometer. Närmaste större samhälle är Kūtak-e Vasaţ, 15,3 km öster om Chāh Ḩājjī. Trakten runt Chāh Ḩājjī är ofruktbar med lite eller ingen växtlighet.